# Cybaeodes gardinii
Espèce
Cybaeodes gardinii est une espèce d'araignées aranéomorphes de la famille des Liocranidae.

## Distribution
Cette espèce est endémique de Sardaigne en Italie. Elle se rencontre vers Iglesias.

## Description
Le mâle holotype mesure 5,86 mm et la femelle paratype 4,97 mm.

## Systématique et taxinomie
Cette espèce a été décrite en 2024 par Alessio Trotta (d).

## Étymologie
Cette espèce est nommée en l'honneur de l'arachnologue Giulio Gardini (d), mentor et ami de l'auteur, spécialiste des pseudoscorpions.

## Publication originale
- (en) Alessio Trotta, « Cybaeodes gardinii, a new species of the genus Cybaeodes Simon, 1878 from Sardinia, Italy (Araneae: Liocranidae) », Fragmenta Entomologica, Italie, vol. 56, no 2,‎ 10 décembre 2024, p. 217-222 (ISSN 0429-288X, e-ISSN 2284-4880, DOI 10.13133/2284-4880/1661, lire en ligne, consulté le 8 janvier 2025).